# Kalcitonin
Kalcitonin je peptidni hormon, sestavljen iz 32 aminokislin, ki ga izločajo parafolikularne celice ščitnice. Izloča se ob povečani koncentraciji kalcija v krvi in deluje kot antagonist parathormona. Receptorji zanj so v ascendentnem delu Henleyeve zanke in na membranah osteoklastov. 
Odsotnost izločanja ne povzroči kliničnih znakov.

## Kemična zgradba
Človeški kalcitonin je sestavljen iz 32 aminokislin in ima molekulsko maso 3420.
Primarna struktura: H-Cys-Ser-Asn-Leu-Ser-Thr-Cys-Val-Leu-Gly-Lys-Leu-Ser-Gln-Glu-Leu-His-Lys-Leu-Gln-Thr-Tyr-Pro-Arg-Thr-Asp-Val-Gly-Ala-Gly-Thr-Pro-NH2
Med cisteinoma na mestih 1 in 7 se tvori disulfidna vez, na C-koncu pa pride do amidacije. Obe omenjeni kemični spremembi na hormonu sta bistveni za njegovo aktivnost.

## Uravnavanje in delovanje
Sproščanje kalcitonina spodbudi poleg povišane koncentracije kalcija v krvi tudi gastrointestinalni hormon pentagastrin.
Kalcitonin znižuje plazemsko koncentracijo kalcija, in sicer po več poteh:
- zavira sproščanje kalcija iz kostnine, tako da zavira dejavnost osteoklastov;
- spodbuja izločanje kalcija in fosfatov v ledvicah, tako da zavre njuno reabsorpcijo;
- zavira absorpcijo kalcija iz črevesja.